# Högdalsverket (gas)
Högdalens förgasning och blandningsstation (gas) är en nybyggd mottagnings-, förångnings- och blandningsstation för naturgas till stadsgasnätet i Stockholm, Solna kommun och Sundbybergs kommun. Det ersätter, tillsammans med den befintliga blandningsstationen i Södra Hammarbyhamnen det numera nedlagda spaltgasverket i Hjorthagen. 
I januari 2011 gick Stockholm, Solna och Sundbyberg över till stadsgas baserad på naturgas/biogas och det gamla spaltgasverket i Hjorthagen lades då ner. 
Det nya gasverket i Högdalen består av en mottagningsstation för flytande naturgas (LNG), en förångare och en blandningsstation där hälften luft och hälften naturgas blandas till stadsgas och pumpas ut i det befintliga rörnätet. Mottagningsstationen består av två cisterner, som kan lagra 199 ton LNG. Det räcker för fyra dygns förbrukning vintertid. AGA står för leveranserna av LNG två gånger per dygn. Leveranserna sker med tankbilar, som inom kort kommer att utgå från den nya terminalen i Nynäshamn, dit den flytande naturgasen fraktas med fartyg. 
Ytterligare en blandningsstation finns i Södra Hammarbyhamnen. I takt med att mer biogas blir tillgänglig är tanken att den fjärrimporterade naturgasen ska bytas ut mot lokalproducerad biogas.

### Fotnoter
1. ↑  ”Ny gasanläggning i Högdalen ger bättre klimat och miljö”. Stockholm Gas AB. Arkiverad från originalet den 25 maj 2012. https://archive.is/20120525140738/http://www.stockholmgas.se/sv/Nyheter/News-Container/Gasanlaggning-i-Hogdalen/. Läst 18 februari 2011.